# Asaco Metal Fest
Asaco Metal Fest es un festival musical de metal que se celebra en la localidad madrileña de Parla de forma anual. 
Organizado por la Asociación Alternativa de Cultura y Ocio (ASACO), su primera edición tuvo lugar en la Casa de la Juventud de Parla, pero por motivos de acceso y aforo la segunda edición se trasladó a la plaza de toros de Parla. El cartel del festival reúne a grupos consagrados del panorama del metal en España, como Hamlet o Sôber, que actúan como cabezas de cartel, y a grupos menos conocidos, hasta llegar a grupos noveles.

## Ediciones
2012
La primera edición se celebró el 24 de noviembre de 2012 en la Casa de la Juventud de Parla.
- Hamlet
- Angelus Apatrida
- Hell's Fire
- Inntrance
- Leyenda involuntaria

2013
La segunda edición, que cuenta con un mayor número de bandas participantes, se celebró el 29 de junio de 2013 en la plaza de toros de Parla.
- Sôber
- Hora Zulú
- Crisix
- Noctem
- XXL
- Hell's Fire
- Cuernos de chivo
- Vendetta Fucking Metal
- Leyenda involuntaria